# Тихотёмные
Тихотёмные (пол. Cichociemni) ―  элитный отряд парашютистов Войска польского на Западе, сформированный в Великобритании во время Второй мировой войны для проведения специальных операций на территории оккупированной Польши.
2613 солдат польской армии изъявили желание пройти обучение под руководством польских и британских оперативников Управления специальных операций. Только 606 человек завершили обучение, из которых 316 были тайно сброшены на территорию оккупированной Польши. Первая операция под названием «Воздушный мост» состоялась 15 февраля 1941 года. После 27 декабря 1944 года выброска Тихотёмных была прекращена, поскольку большая часть Польши была освобождена Красной армией.

## Название
Происхождение названия неясно. Вероятно, оно связано с тем, как некоторые солдаты исчезали из своих строевых частей на ночь, чтобы добровольно принять участие в проведении специальных операций, о которых говорится, что «[они] появляются бесшумно, там, где их не ждешь, сеют хаос в стане противника, и исчезают туда, откуда они пришли, оставшись незамеченными, невидимыми».
Тихотёмные изначально проходили обучение в Шотландии в рамках подготовки к миссии для осуществления поддержки польскому подполью в оккупированной Польше: их учили подрывать здания и мосты. В 1944 году тренировочный лагерь перенесли в Бриндизи (Италия), который к тому моменту был занят союзными войсками.
Изначально наименование было неофициальным, и употреблялось главным образом самими бойцами-парашютистами. Однако начиная с сентября 1941 года это название становится официальным и используется во всех документах. Под данным понятием подразумевались как тайная польская штаб-квартира отряда, так и сами солдаты.

## История
30 декабря 1939 года капитан Ян Гурский, офицер польской армии, который бежал во Францию после немецкого вторжения в Польшу, направил рапорт польскому генштабу. Гурский предложил создать секретное подразделение для поддержания контакта с подпольной группировкой СВБ. После того, как его доклад был проигнорирован, Гурский повторно отправил его несколько раз. Наконец командующий ВВС Польши генерал Заяц ответил, что, хотя создание такого подразделения является хорошей идеей, польские ВВС не имеют подходящих транспортных средств и базы для подготовки такого отряда.
Гурский и его коллега Мацей Каленкевич продолжали изучать возможности создания парашютно-десантных войск и спецназа. После капитуляции Франции им удалось добраться до Соединенного Королевства. Они изучали документы о немецких парашютистах и разработали план о создании польских ВДВ в целях поддержки будущего восстания в оккупированной Польше. Их план не был принят, но 20 сентября 1940 года польский главнокомандующий, генерал Владислав Сикорский распорядился создать III Отдел штаба верховного командования (Oddział III Sztabu Naczelnego Wodza). Его задачей было планирование тайных операций в Польше, доставка оружия и припасов по воздуху, а также подготовка парашютно-десантных войск.
Тихотёмные в основном назначались в специальные подразделения Союза вооруженной борьбы и Армии Крайовой. Большинство из них действовали в составе Вахляжа и прочих спецподразделений. Многие принимали участие в операции «Буря» и в восстаниях в Вильно, Львове и Варшаве.
Тихотёмные занимались различной деятельностью. 37 работали в разведке, 50 были радистами, 24 были кадровыми офицерами, 22 были лётчиками, 11 были специалистами противотанковой борьбы, 3 были обучены подделке документов, 169 проводили тайные операции и участвовали в партизанской борьбе, и 28 были эмиссарами при польском правительстве.

## Известные представители
| Звание                              | Имя и псевдоним                               | Высадка          | Примечания |
| ----------------------------------- | --------------------------------------------- | ---------------- | --- |
| Подполковник                        | Мацей Каленкевич ― Kotwicz (Котвич)           | 27 декабря 1941  | Командир Новогрудского партизанского округа Армии Крайовой (разведка и контрразведка), участвовал в разработке плана Операция «Острая брама». Погиб в бою с отрядами НКВД в 1944 году. |
| Полковник                           | Казимеж Иранек-Осмецкий ― Antoni (Антони)     | 14 марта 1943    | Начальник Отдела II генштаба Армии Крайовой (разведка и контрразведка), обнаружил немецкий испытательный полигон V-1 and V-2 в Пенемюнде. Участвовал в Варшавском восстании.           |
| Генерал                             | Леопольд Окулицкий ― Niedźwiadek (Медвежонок) | 14 марта 1943    | Заместитель начальника генштаба АК, командир организации NIE. Арестован и убит агентами НКВД.                                                                                          |
| Лейтенант                           | Стефан Балук ― Starba; Kubuś                  | 10 апреля 1944   | Специалист по подделке документов и по микрофотографии. |
| Майор                               | Болеслав Контрим                              | 2 сентября 1942  | Участвовал в Варшавском восстании. После войны был казнён сотрудниками Министерства общественной безопасности.                                                                         |
| Бригадный генерал (почётное звание) | Эльжбета Завацкая ― «Zelma», «Zo»             | 10 сентября 1943 | Единственная женщина среди тихотёмных. После войны подверглась репрессиям со стороны коммунистического правительства. Занималась наукой.                                               |

## Потери
Из 344 солдат, десантированных в Польшу, 112 были убиты в бою:
- 84 были убиты, сражаясь против немцев, или же были арестованы и казнены гестапо;
- 10 покончили жизнь самоубийством в немецких тюрьмах и концлагерях;
- 10 были казнены коммунистами во время или после войны;
- 9 погибли, будучи сбиты в воздухе.

Из 91 тихотёмных, которые принимали участие в Варшавском восстании, 18 погибли.